# Schijnknoopje
Het schijnknoopje (Ombrophila pileata) is een schimmel in de familie Helotiaceae. Het leeft saprotroof op afgevallen bladeren van grassen..

## Verspreiding
Het schijnknoopje komt in Nederland vrij zeldzaam voor. 